# Antoni Turner

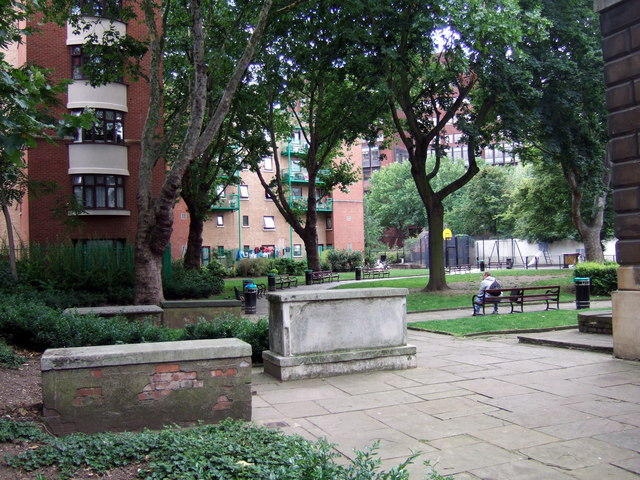
Przykościelny cmentarz
St Giles in the Fields.

Antoni Turner SJ (ang. Anthony Turner; ur. 1628 w Little Dalby, zm. 20 czerwca 1679 w Tyburn) – angielski prezbiter z zakonu jezuitów, ofiara antykatolickich prześladowań okresu reformacji w Anglii, czczony w Kościele katolickim jako męczennik za wiarę, zabity na podstawie sfabrykowanych zarzutów o udziale w spisku, na fali represji zapoczątkowanych przez Henryka VIII ustanawiającego zwierzchność króla nad państwowym Kościołem anglikańskim.

## Życiorys
Urodził się we wsi Little Dalby (hrabstwo Leicestershire) w rodzinie fanatycznego pastora kościoła protestanckiego. Studiował na Uniwersytecie Cambridge (w Peterhouse). Pod wpływem matki złożył katolickie wyznanie wiary i tak jak starszy brat Edward wyemigrował z Anglii. Pod nazwiskiem Antonius Ashbaneus w 1650 roku podjął studia w rzymskim kolegium angielskim. Do nowicjatu Towarzystwa Jezusowego wstąpił w 1653 roku w Watten i tam po przejściu formacji zakonnej złożył profesję zakonną, a ukończywszy teologię, otrzymał sakrament święceń kapłańskich. W 1661 roku skierowany został do posługi kapłańskiej w hrabstwie Worcester. Efektywnie realizował tam powołanie do czasu, gdy w trakcie pobytu w Londynie dołączony został do pomówionych o udział w spisku i aresztowany, a następnie zamknięty w więzieniu Newgate. 
Mimo iż nie znajdował się na sfabrykowanej przez Tytusa Oatesa liście stanął przed trybunałem pod zarzutem udziału w rzekomym tajnym porozumieniu, mającym na celu zabójstwo protestanckiego króla Karola II wraz z Tomaszem Whitbreadem, Janem Fenwickiem, Janem Gavanem i Wilhelmem Harcourtem. Przyznał się do stanu duchownego i przynależności do zakonu towarzystwa Jezusowego. 13 czerwca w Old Bailey, za współudział w „spisku” wszyscy zostali skazani na śmierć przez powieszenie, wybebeszenie i poćwiartowanie. Uznano, że świadkowie będący katolikami nie są wiarygodni, bowiem próby podważenia zeznań Titusa Oatesa mogą być kłamstwem, na które otrzymają dyspensę.
Wszyscy skazańcy odrzucili ułaskawienie warunkowane przyznaniem się do winy, a następnie pogrążyli się w modlitwie. Wyrok wykonano tydzień później 20 czerwca 1679 roku, a ciała wydano przyjaciołom zabitych. Pochowani zostali na przykościelnym cmentarzu St Giles in the Fields.

## Znaczenie
Relacja z procesu i skazania pięciu jezuitów pt.: „Za zdradę stanu przez spisek na życie króla i działalność wywrotową przeciwko władzy i religii protestanckiej” została opublikowana w Londynie w 1679 roku.
Antoniego Turnera wraz ze współtowarzyszami beatyfikował papież Pius XI 15 grudnia 1929.
Relikwie męczennika znajdują się na terenie St Giles in the Fields.
Wspomnienie liturgiczne błogosławionego męczennika w Kościele katolickim obchodzone jest w Dies natalis (20 czerwca).